# دنیس پتروف

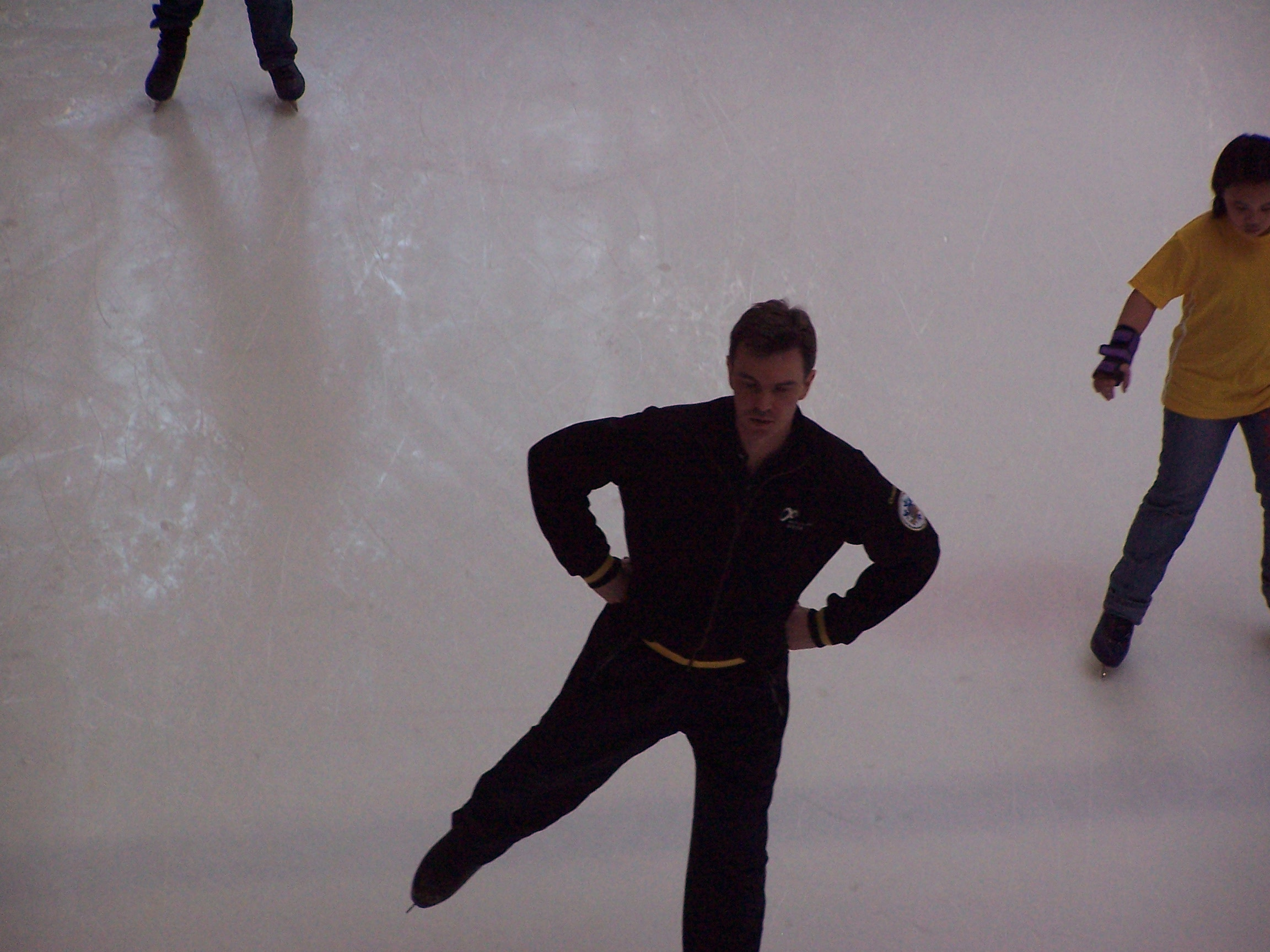
دنیس پتروف - ۲۰۰۶

دنیس پتروف (روسی: Денис Алексеевич Петров؛ زادهٔ ۳ مارس ۱۹۶۸) اسکیت‌باز نمایشی اهل روسیه است.